# Cell Cycle
Cell Cycle is een internationaal, aan collegiale toetsing onderworpen wetenschappelijk tijdschrift op het gebied van de celbiologie. Het wordt uitgegeven door Landes Bioscience en verschijnt maandelijks. Het eerste nummer verscheen in 2002.